# Mănești (Dâmbovița)

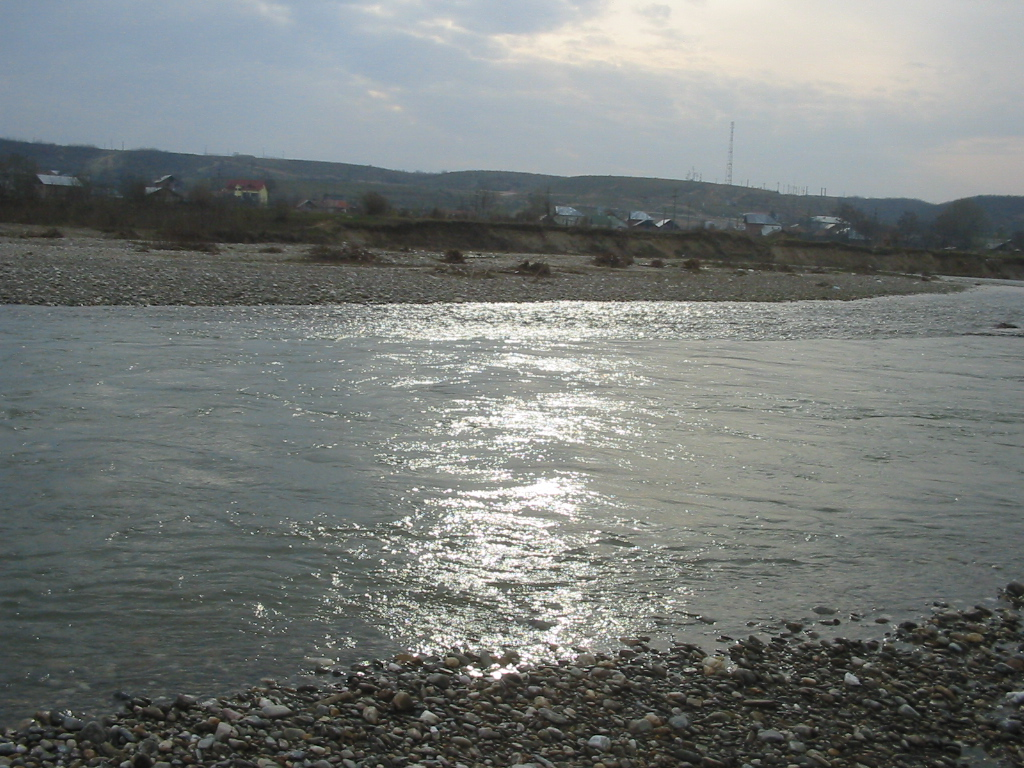
De Rivier Dâmboviţa in Mănești

Mănești is een dorp in het district Dâmbovița aan de rivier Dâmbovița.
Het ligt op 14 km afstand, ten noordwesten, van de stad Târgoviște.

## Opsplitsing
Mănești kan worden opgesplitst in de dorpen Mănești en Drăgăești, die aan de rechteroever van de Dâmbovița liggen, en Ungureni, dat aan de linkeroever van de rivier ligt.

## Naam
De naam Mănești komt van de Roemeense voornaam Manea, Drăgăești komt van het woord Drag, dat "schatje, liefje" betekent in het Roemeens.
Ungureni, komt van Ungurean dat Hongaar betekent in het Roemeens.

## Demografie
In het jaar 2004 had de comună ongeveer 4600 inwoners, waarvan de meeste mensen Roemenen zijn.
De "grootste" minderheid zijn de Roma's waarvan de meeste in het dorpje Drăgăești wonen.
In 1924 had de comună een populatie van 3123.

## Economie
De meeste mensen in de comună zijn boeren, die vooral peren en appels verbouwen.
Andere mensen werken in de stad Târgoviște, dat op 15 km ligt van Mănești.

## Nabije plaatsen
- Căprioru (Noordwest)
- Decindeni (Zuidwest)
- Dragomirești (Zuid)
- Gheboieni (Noordoost)
- Prisaca (Zuidoost)
- Tătărani (Noordwest)

Aninoasa · Băleni · Bărbulețu · Bezdead · Bilciurești · Brănești · Braniștea · Brezoaele · Buciumeni · Bucșani · Butimanu · Cândești · Ciocănești · Cobia · Cojasca · Comișani · Conțești · Corbii Mari · Cornățelu · Cornești · Costeștii din Vale · Crângurile · Crevedia · Dărmănești · Dobra · Doicești · Dragodana · Dragomirești · Finta · Glodeni · Gura Foii · Gura Ocniței · Gura Șuții · Hulubești · I. L. Caragiale · Iedera · Lucieni · Ludești · Lungulețu · Malu cu Flori · Mănești · Mătăsaru · Mogoșani · Moroeni · Morteni · Moțăieni · Niculești · Nucet · Ocnița · Odobești · Petrești · Pietroșița · Poiana · Potlogi · Produlești · Pucheni · Răcari · Răzvad · Runcu · Sălcioara · Șelaru · Slobozia Moară · Șotânga · Tărtășești · Tătărani · Uliești · Ulmi · Văcărești · Valea Lungă · Valea Mare · Văleni-Dâmbovița · Vârfuri · Vișina · Vișinești · Voinești · Vulcana-Băi